# Bravo ragazzo (singolo Guè)
Bravo ragazzo è un singolo del rapper italiano Guè, pubblicato il 15 maggio 2013 come terzo estratto dall'album omonimo.

## Video musicale
Anticipato da un trailer in cui veniva comunicata anche la data di pubblicazione del singolo, il video è stato diretto da Peppe Romano e reso disponibile il 14 maggio sul canale YouTube del rapper.
Al video hanno partecipato anche il beatmaker Don Joe (produttore del brano) e i rapper Ntò e Vincenzo da Via Anfossi.

## Tracce
1. Bravo ragazzo – 2:59

## Classifiche
| Classifica (2013) | Posizione massima |
| ----------------- | ----------------- |
| Italia            | 9                 |